# 特奥多尔·库伦齐斯
特奥多尔·库伦齐斯（希臘語：Θεόδωρος Κουρεντζής；1972年2月24日—），希腊裔俄罗斯指挥家、音乐家、演员。

## 生平

### 早年
特奥多尔·库伦齐斯出生于雅典，四岁开始学习钢琴，七岁开始学习小提琴。从十二岁开始在雅典的国家音乐学院学习小提琴。1987年他开始学习指挥和作曲，1994到1999年期间在圣彼得堡音乐学院师从伊利亚·阿列克桑德罗维奇·穆辛深造。

### 職業生涯
从2004年到2010年，库伦齐斯担任新西伯利亚歌剧芭蕾舞剧院的首席指挥，在2004年，他创立了乐团永恒音乐合奏团（MusicAeterna），后来又成立了永恒音乐合唱团（Chorus MusicAeterna）。自2011年2月以来，库伦齐斯成为了彼尔姆歌剧院芭蕾舞剧院的音乐总监，并把他的这两个乐队带到了这里。
库伦齐斯于2011年成为巴登-巴登与弗赖堡SWR交响乐团的首席客座指挥。2017年，库伦齐斯首次在萨尔茨堡音乐节登台。2017年4月，库伦齐斯被任命为SWR交响乐团的第一任首席指挥，从2018-2019樂季开始生效。2021年9月，SWR交响乐团宣布库伦齐斯的首席指挥合约延期三年。2022年10月，該團宣布他將在2024年約滿後卸任。

## 獲獎與榮譽
- 俄罗斯友谊勋章

## 作品

### 商業錄音
- 珀塞爾：蒂朵與艾尼亞斯（Alpha，2008年）
- 莫扎特：安魂曲（Alpha，2011年）
- 肖斯塔科维奇：第14號交響曲（Alpha，2011年）
- 肖斯塔科维奇：钢琴协奏曲；小提琴奏鸣曲（Harmonia Mundi，2012年）
- 莫扎特：费加罗的婚礼（Sony Classical，2014年）
- 拉莫：The Sound of Light（Sony Classical，2014年）
- 莫扎特：女人皆如此（Sony Classical，2014年）
- 斯特拉文斯基：春之祭（Sony Classical，2015年）
- 柴可夫斯基：小提琴协奏曲，斯特拉文斯基：婚礼（Les Noces）（Sony Classical，2016年）
- 莫扎特：唐·喬望尼（Sony Classical，2016年）
- 阿尔乔莫夫（英语：Vyacheslav Artyomov）：Symphony Gentle Emanation（Divine Art，2016年）
- 柴可夫斯基：第6号交响曲（Sony Classical，2017年）
- 馬勒：第6號交響曲（Sony Classical，2018年）
- 贝多芬：第5號交響曲（Sony Classical，2020年）
- 贝多芬：第7號交響曲（Sony Classical，2021年）

### 演出
- 电影《道（英语：Dau (film)）》（Дау），2019年，參演

## 個人生活
2022年，庫倫齊斯因個人對俄羅斯當局的立場，其演出活動遭到歐、美樂壇的抵制。